# Quebrada de Suca
La quebrada de Suca o río Nama, a veces llamado quebrada Nama, es un curso natural de agua intermitente que nace de la confluencia de varias quebradas de la precordillera de la Región de Tarapacá. Fluye hacia el oeste y desemboca en la quebrada de Chiza de la cuenca del río Camarones.

## Trayecto
La quebrada de Suca es la más austral de las quebradas de la cuenca del río Camarones que cruza la depresión central y se forma de la confluencia de varias quebradas que nacen en las faldas occidentales de altiplano y drenan alturas de hasta 4000 m. Un informe arqueológico la describe como: La quebrada de Suca, junto con la de Chiza, forman la sección meridional de la hoya hidrográfica del río Camarones. El tramo actualmente habitado se ubica entre los sectores de Liga y San Antonio, a unos 50 km al este del océano Pacífico con una altura promedio de 950 msm. En general la quebrada es estrecha, regada intermitentemente por aguas superficiales y con escasas influencias de la nubosidad costera. En el sector medio de la quebrada de Suca se reconocieron 16 conjuntos de petroglifos.
Bordea el poblado de Suca Alto.: 856 

## Historia
Francisco Solano Asta-Buruaga y Cienfuegos escribió en 1899 en su Diccionario Geográfico de la República de Chile sobre el río:
Suca (Quebrada de).-—Una de la grandes aberturas que cortan el departamento de Pisagua desde la base de los Andes; se abre á unos 20 kilómetros al sur de las cabeceras de la de Miñimiñi, y corre también al oeste hasta su reunión con esa otra en la parte central del departamento. El valle que forma es estrecho, pero fértil; produce maíz, algún trigo, papas y más especialmente buen vino en los terrenos de Suca y de Liga, que son dos pequeños centros de población que contiene este valle; véase Liga.
Luis Risopatrón la describe en su Diccionario jeográfico de Chile (1924):: 855 :
Suca (Quebrada de). Esta encerrada por un barranco mui áspero en el lado S, es árida i presenta a retazos raquíticos pajonales i algunos ensanchamientos de trecho en trecho, donde se hacen los cultivos, mediante el agua de pequeños surjideros, pues el agua corriente es mui escasa; produce maiz, trigo, Papas, uvas i vinos excelentes, en corta cantidad, corre hacia el W i desemboca en la parte inferior de la de Camarones. Las fiebres intermitentes se pronuncian de una manera mui grave en ella.
También describe :
Nama (Quebrada de) 19° 11' 69° 26'. Es seca, corre hacia el W i desemboca en la de Suca, después de recibir en su trayecto el nombre de Aza; en su parte superior se encuentra agua de buena calidad, pero nó abundante. 116, p. 270, 277 i 279.

## Población, economía y ecología
En las inmediaciones del poblado de Suca se han instalado sistemas de riego tecnificado energizados con paneles fotovoltaicos para la producción de guayabos.